# Judith
Judith er et pigenavn, der stammer fra hebraisk og betyder 'jødinde'. Navnet findes også i formerne Judit, Judi, Judy og Jodie. Næsten 2.000 danskere bærer et af disse navne ifølge Danmarks Statistik.
På dansk forekommer også kortformen Jytte.

## Kendte personer med navnet

### Bibelske navne
- Judit, en af Esaus hustruer (Første Mosebog).
- Judit, hovedperson i Judits Bog (en del af de Deuterokanoniske Bøger).

### Øvrige personer
- Judi Dench, engelsk skuespiller.
- Jodie Foster, amerikansk skuespiller.
- Judy Garland, amerikansk skuespiller og sanger.
- Judy Gringer, dansk skuespiller.
- Judy Holliday, amerikansk skuespiller og sanger.
- Judit Polgár, ungarsk skakspiller.
- Judith Thurman, amerikansk forfatter.

## Navnet anvendt i fiktion
- Judit fra Judits Bog er brugt som motiv i adskillige kunstværker, bl.a. malerier af Carvaggio, Botticelli og Donatello
- Judith Hearnes hemmelige lidenskab er en britisk film fra 1987.
- Judith Petersen er en person i Riget; hun spilles af Birgitte Raaberg.
- Judith Melnick er en person i tv-serien Two and a Half Men; hun spilles af Marin Hinkle.

## Navnet anvendt i musikken
- "Judy", en sang af Teddy Redell fra 1960, indspillet af Elvis Presley.
- "Judith" er en sang med rockbandet A Perfect Circle.